# Jacques L'Hermite
Jacques de Clerck, también conocido como Jacques l'Hermite (y en español como Jacobo Heremita Clerk) (Amberes, ca. 1582-Callao, Isla San Lorenzo, Virreinato del Perú, 2 de junio de 1624), fue un comerciante, almirante y pirata. Bloqueó y atacó al Callao en 1624 y en ese mismo viaje murió. 
Explorador al servicio neerlandés conocido por comandar un viaje alrededor del mundo con la flota de Nassau (1623-26). Sirvió a la Compañía Neerlandesa de las Indias Orientales (Vereenigde Oostindische Compagnie, o VOC; que, literalmente, es Compañía Unida de las Indias Orientales) como jefe comercial en la ciudad de Bantam y en la isla Ambon, en las Indias Orientales Neerlandesas. Las islas Hermite, que se localizan frente a las costas chilenas del cabo de Hornos y que su flota cartografió en febrero de 1624, fueron bautizadas en su honor.

## Primeros años
L'Hermite nació en Amberes, en la República de los Siete Países Bajos Unidos (actual Bélgica), alrededor del año 1582. Después de la caída de Amberes en 1585 en una batalla con el Imperio español, la familia se trasladó al norte de Ámsterdam y posteriormente se estableció en Róterdam.
En 1606, L'Hermite se embarcó a las Indias Orientales Neerlandesas como secretario de la flota comandada por el almirante Cornelis Matelief de Jonge, donde en 1607 fue nombrado jefe comercial (opperkoopman) en el León Negro (Swarte Leeuw). De 1607 a 1611, L'Hermite fue jefe comercial de la Compañía Neerlandesa de las Indias Orientales en Bantam. Después de seis años trabajando en el extranjero regresó a Ámsterdam, en la República neerlandesa.
Cuando regresó a Ámsterdam, siendo ya un marino inteligente y experimentado, se casó con Teodora van Wely en 1613. Se sabe que escribió una memoria sobre comercio.

## Contexto de la expedición de 1623
La campaña se circunscribía bajo dos hechos importantes: en primer lugar, la coronación de Felipe IV y el fin de la tregua de 12 años entre la República neerlandesa y España, ya que España aún no reconocía la independencia de la república. Los Países Bajos, bajo un régimen liberal, habían desarrollado una potente armada e importantes recursos, además de marinos de gran experiencia. El príncipe Mauricio de Nassau extendió la guerra a las colonias españolas en América y Oceanía pensando que la pérdida de importantes colonias causaría la ruina de España en la guerra. Así se planeaban al tiempo dos grandes campañas contra Brasil y el virreinato del Perú.
En abril de 1623 L'Hermite fue encargado por el príncipe Mauricio de Nassau y los Estados Generales de los Países Bajos para comandar una flota de once barcos conocida como la flota de Nassau (Nassausche vloot) con 1039 tripulantes y 600 soldados, al frente de la nave insignia Ámsterdam. La flota zarpó desde Ámsterdam en un viaje de circunnavegación hacia el oeste, a la costa occidental de América del Sur, con el objetivo de capturar los buques españoles que salían del Perú transportando plata y establecer una colonia neerlandesa en Perú o Chile, en ese tiempo conocidos como el Reino del Perú o virreinato del Perú.
La expedición partió de Gorea el 29 de abril de 1623, pero debido a numerosos accidentes en el océano Atlántico solamente lograron atravesar el estrecho de Le Maire el 2 de enero del año siguiente. Aunque al mando del almirante L'Hermite, la flota fue dirigida de facto por el vicealmirante Gheen Huygen Schapenham y el contralmirante Julius Wilhelm van Verschoor, después de que L'Hermite, como la mayoría de su tripulación, sufriera durante el viaje de disentería. Los neerlandeses se mantuvieron en las tierras del Cabo de Hornos durante un mes completo debido a vientos contrarios, dedicándose a explorar aquellas costas, levantar cartas hidrográficas (cartografió las islas Hermite) y recabar noticias sobre los nativos y sus costumbres. 
A principios de marzo, cuando los vientos se hicieron favorables, la flota avanzó hacia el archipiélago Juan Fernández al que arribaron el 4 de abril y desde donde se proponían como fin último invadir el puerto del Callao.

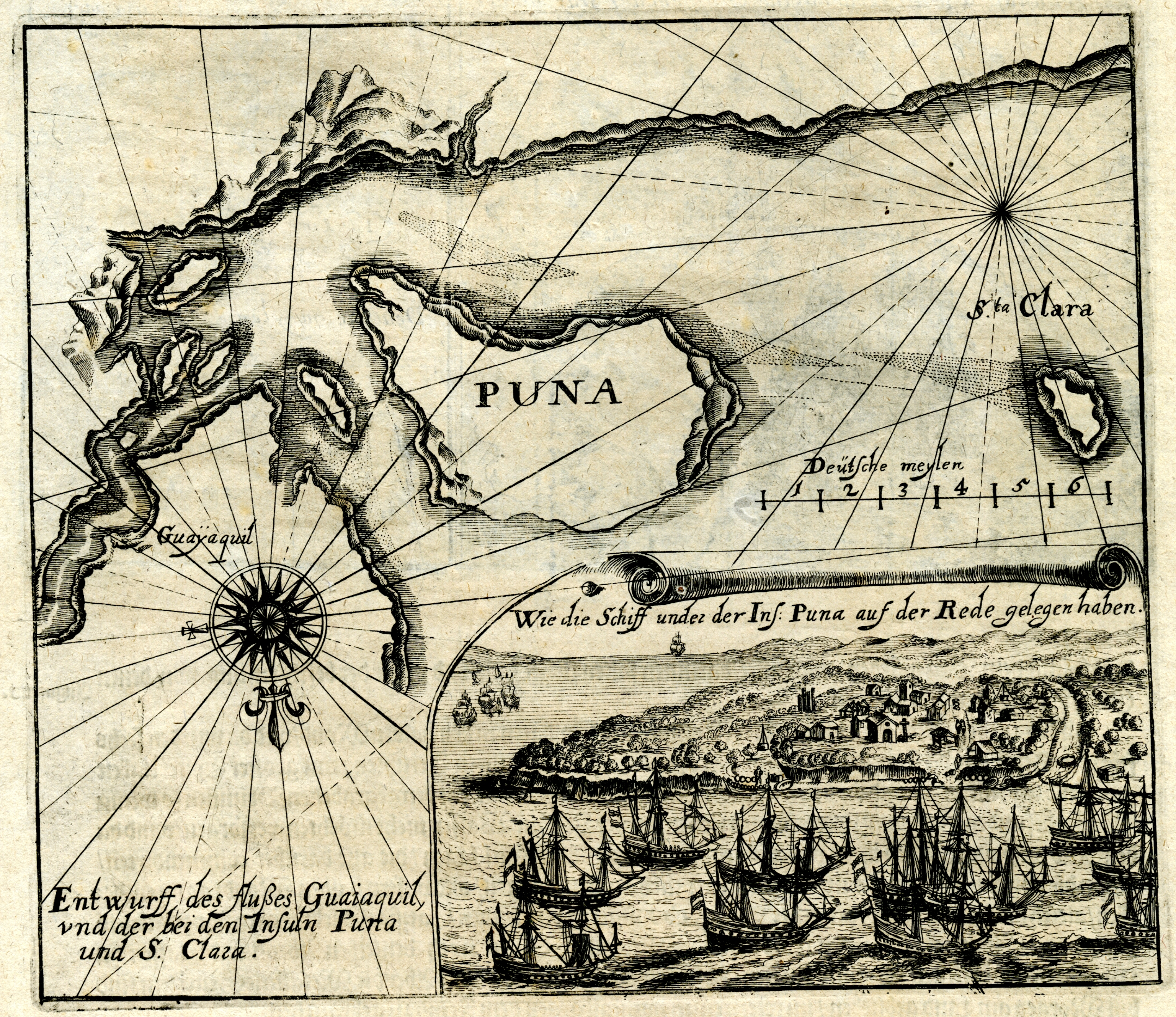
Asedio a la Isla Puná por una escuadra dirigida por Jacques L'Hermite, según un grabado de 1630.

Por su parte en el virreinato del Perú habían comenzado a correr rumores sobre pillajes neerlandeses desde 1623, así como el rumor específico en Santiago de que 15 barcos recorrían la costa con banderas negras y muchas precauciones para ocultar su rumbo. Debido a esto, cuando los neerlandeses estuvieron frente al puerto del Callao el 9 de mayo de 1624, el puerto se hallaba fortificado y preparado. No pudiendo realizar exitosas incursiones en tierra, L'Hermite se contentó con bloquear el puerto y enviar el resto de su armada a capturar todos los barcos que se encontrasen en las cercanías del Callao y saquearon las ciudades de Pisco, Guayaquil y Puerto Viejo, pero no tuvieron éxito en establecer una colonia.

## Muerte
El bloqueo se prolongó y el almirante L'Hermite murió el 2 de junio de 1624, después de sufrir de disentería y escorbuto durante meses. Fue enterrado en la isla San Lorenzo, frente a las costas del Callao, que había sido capturada por los neerlandeses.
Hugo Schapenham se hizo cargo de la dirección del bloqueo y de la escuadra manteniendo el bloqueo sobre el Callao durante 3 meses más hasta el 9 de septiembre cuando al ver que la empresa se hacía imposible, puso rumbo hacia la Nueva España donde esperaba hacer presas de valor y continuar con la expedición. Cuando la flota llegó a las costas de la Nueva España, atacaron Acapulco y pasaron frente a Manzanillo, que finalmente no atacaron.
Después emprendieron la travesía del Pacífico, hacia las islas de los Ladrones (islas Marianas), y luego hacia Batavia (hoy Yakarta). La flota sobreviviente estaba de regreso en Texel el 9 de julio de 1626, después de completar la tercera circunnavegación neerlandesa —tras aquellas de los también piratas: Olivier van Noort (1598-1601) y Joris van Spilbergen (1614-17)— y la octava de todas las naciones.